# گاوجلو
گؤیجه(اراک)، روستایی از توابع بخش مرکزی شهرستان اراک در استان مرکزی ایران است.
این روستا دارای قدمتی نسبتا قدیمی است[[نیازمندمنبع.]]
بقایای قلعه قدیمی روی  یکی از کوه های مجاور روستا گواه این مطلب است.‌ 

## جمعیت
این روستا در دهستان ساروق قرار دارد و براساس سرشماری مرکز آمار ایران در سال ۱۳۸۵، جمعیت آن ۱۴۳ نفر (۳۲خانوار) بوده‌است.